# Островерхівське газоконденсатне родовище
Островерхівське газоконденсатне родовище — належить до Північного борту нафтогазоносного району Східного нафтогазоносного регіону України.

## Опис
Розташоване в Харківській області на відстані 4 км від м. Мерефа.
Знаходиться на північному борту південно-східної частини Дніпровсько-Донецької западини.
Структура виявлена в 1983 р. і являє собою у відкладах нижнього карбону геміантикліналь півд.-східного простягання, розрізану з півночі зворотним скидом.
Перший промисловий приплив газоконденсатної суміші отримано з візейських відкладів з інт. 4433-4605 м у 1990 р.
Поклади пластові, склепінчасті, тектонічно екрановані. Режим покладів газовий. Колектори — пісковики. Запаси початкові видобувні категорій А+В+С1: газу — 2180 млн. м3; конденсату — 166 тис. т.